# Plynnon jaegeri
Plynnon jaegeri is een spinnensoort uit de familie van de bodemzakspinnen (Liocranidae). De spin leeft op de bodem en maakt geen web. De wetenschappelijke naam van de soort werd in 2001 gepubliceerd door Deeleman-Reinhold.